# Lergodslera
Lergodslera är en typ av lera som används inom keramik. Lergodslera är ett av de äldsta materialen inom keramik. Den exakta sammansättningen av lergodslera varierar och leran kan ha något olika egenskaper på grund av detta. Keramiska verk tillverkade av lergodslera kallas för lergods.
Lergods glasyrbränns vid en något lägre temperatur (mellan 1020°C och 1080°C) än stengods och sintrar ej vid skröjbränningen.
Lergods är inte lika starkt och slittåligt som stengods, men är billigare och lättare att arbeta med. På grund av att det är porösare och suger åt sig vatten då det är oglaserat lämpare det sig bra till krukor för växter, men har även en tendens att flisa sig. Lergods måste glaseras för att vara vattentätt.